# Stazione di Okusawa
La stazione di Okusawa (奥沢駅?, Okusawa-eki) è una stazione ferroviaria di Tokyo che si trova nel quartiere di Setagaya ed è servita dalla linea ● Meguro della Tōkyū Corporation.

## Linee
Tōkyū Corporation
● Linea Tōkyū Meguro

## Struttura
La stazione è costituita da tre binari passanti in superficie, con un marciapiede a isola e uno laterale, protetti da porte di banchina.
| 1   | ● Linea Meguro |  | per Tamagawa, Musashi-Kosugi e Hiyoshi                                                                                                  |
| 2-3 | ● Linea Meguro |  | per Meguro e, via linea Namboku, Akabane-Iwabuchi, via ferrovia Rapida di Saitama, Urawa-Misono e, via linea Mita, Nishi-Takashimadaira |

## Stazioni adiacenti
| «                                 | Servizio           | »                  |
| Linea Tōkyū Meguro                | Linea Tōkyū Meguro | Linea Tōkyū Meguro |
| --------------------------------- | ------------------ | ------------------ |
| Ōokayama                          | Locale             | Den-en-chōfu       |
| Tutti gli altri treni non fermano |                    |                    |